# Centre de recherche interdisciplinaire sur les modèles esthétiques et littéraires
Le Centre de recherche interdisciplinaire sur les modèles esthétiques et littéraires, (CRIMEL), est une équipe d'accueil de l’université de Reims-Champagne-Ardenne (EA 3311).
Fondé en 1999 par Jean-Pierre Néraudau, ce laboratoire de recherche fédère des chercheurs spécialisés en littérature ancienne, française et comparée. 
En 2013, il regroupait 25 enseignants-chercheurs statutaires, 2 chercheurs associés, une quinzaine de doctorants, ainsi qu'un ingénieur et un administratif.
Le CRIMEL exerce son activité scientifique dans le cadre d'axes auxquels les chercheurs se rattachent en fonction de leurs compétences, de leurs intérêts et des projets collectifs, sans cloisonnement d’époque ou de méthode : 
- Poétique historique des genres et transmission des modèles et des savoirs
- La lecture littéraire
- Modèles esthétiques et représentations
- Discours, figures et pratiques du livre

Tout en prolongeant donc les activités reconnues et solidement implantées à l'université de Reims-Champagne-Ardenne (lecture littéraire, transmission des modèles littéraires et esthétiques, littérature comparée européenne), le CRIMEL a également entrepris de travailler sur le livre dans une perspective de valorisation du patrimoine régional et national.
Le centre élabore des projets de recherche pluriannuels, organise et publie des colloques scientifiques, ainsi que des séminaires d'équipe réguliers et des journées scientifiques pour les doctorants, dont il favorise l’insertion dans les réseaux de recherche nationaux et internationaux.

## Historique
Le CRIMEL est issu de la fusion entre deux équipes :
- Le Centre de Recherche sur la Transmission des Modèles Littéraires et Esthétiques (CRTMLE, EA3311)
- Le Centre de Recherche sur la Lecture Littéraire (CRLELI), entre-temps devenu l'axe « Lecture » du  Centre Interdisciplinaire de Recherche sur les Langues, la Lecture, les Littératures et l’Élaboration de la Pensée (CIRLLLEP, EA 3794)

Ce rapprochement a eu pour but de recentrer les recherches de l’équipe sur des axes littéraires clairement identifiables, de l’antiquité à nos jours, et de surmonter la division diachronique qui ne recouvrait pas nécessairement un partage épistémologique, surtout en littérature comparée. Les chercheurs peuvent ainsi travailler dans plusieurs axes de la même équipe. En outre la création d’un nouvel axe sur les discours et les pratiques du livre trouve naturellement sa place dans cet ensemble, à la frontière des trois autres domaines de recherche.

### Du CRTMLE au CRIMEL
Labellisé Équipe d'Accueil 3311 en 1999, le Centre de Recherche sur la Transmission des modèles Littéraires et esthétiques regroupait des spécialistes de littérature antique, de littérature française du Moyen Âge à la Révolution, de littérature comparée des siècles classiques et des germanistes travaillant aussi sur la période classique. Dirigé pendant presque deux contrats quadriennaux par Gabriel Conesa, professeur de littérature française du XVIIe siècle, il prolongeait une tradition établie et reconnue à l’université de Reims-Champagne-Ardenne depuis les orientations données par les recherches de Jean-Pierre Néraudau, spécialiste de la réception de l’Antiquité à l’âge classique. Cette influence fondatrice a imposé la réflexion sur les modèles et sur l’évolution historique des grands genres.
L’équipe manifeste depuis des années un intérêt soutenu pour le patrimoine documentaire de la région Champagne-Ardenne, ce qui la conduit à collaborer étroitement avec les conservateurs des différentes bibliothèques chargés des fonds patrimoniaux, notamment à Reims et à Troyes.

### Du CRLELI au CRIMEL
Du Centre de Recherche sur la Lecture Littéraire, fondé à Reims en 1976 par Michel Picard, au groupe de recherche sur la « Lecture Littéraire », comme axe du CRIMEL, se poursuit une interrogation sur le fait littéraire sous l'angle privilégié de la lecture. Cette réflexion rejoint tout naturellement la recherche globale sur les modèles esthétiques et littéraires que fédère le CRIMEL.
Après la phase de fondation (1976-1993), le CRLELI a connu deux directeurs : Bertrand Marchal, professeur de littérature française spécialiste de Mallarmé (1993-1997), et Vincent Jouve, professeur de littérature française du XXe siècle, théoricien de la lecture (1999-2008). 
Entre 2004 et 2008, avec le regroupement des équipes au sein de l'université de Reims-Champagne-Ardenne, le CRLELI devient l’axe « Lecture littéraire » du Centre Interdisciplinaire de Recherche sur les Langues, la Lecture, les Littératures et l’Élaboration de la Pensée (CIRLLLEP, EA 3794). Il y poursuit sa réflexion sur le rapport littérature/lecture en collaboration avec des linguistes, des philosophes et des spécialistes de littératures étrangères.
Le rattachement de l’axe « Lecture Littéraire » au CRIMEL, à partir de 2008, correspond à un recentrage plus clair sur le fait littéraire. Il n’annule pas la collaboration avec l’autre équipe, devenue Centre Interdisciplinaire de Recherche sur les Langues et la Pensée (CIRLEP, EA 4299), tant reste vive, de part et d’autre, l’aspiration à une approche interdisciplinaire susceptible d’éclairer les faits culturels et particulièrement littéraires. Cette réflexion transversale est notamment représentée par une structure mixte : le séminaire Approches Interdisciplinaires de la Lecture (AIL), fondé en 2006 et codirigé par le CRIMEL et le CIRLEP.

## Publications du centre

### Collection de sources
En 2003, le centre a fondé une collection d’éditions critiques de textes rares : « Mémoire des lettres », dirigée par Frank Greiner, qui vise à mettre à la disposition de la communauté scientifique des textes difficiles d’accès, en les accompagnant  de perspectives interprétatives.
Aujourd'hui, cette entreprise se poursuit et s'est élargie aux époques modernes avec la collection « Héritages critiques », dirigée par Jean-Louis Haquette et Bernard Teyssandier. 

### La revue «La lecture littéraire»
Depuis 1997, le centre anime une revue, « La lecture littéraire », qui explore les différents aspects de la réception des œuvres littéraires.

## Direction du CRIMEL
| Identité                         | Période | Période | Durée |
| Identité                         | Début   | Fin     | Durée |
| -------------------------------- | ------- | ------- | ----- |
| Vincent Jouve (né au XXe siècle) | 1999    | 2008    | 9 ans |
| Françoise Gevrey (d)             | 2008    | 2011    | 3 ans |